# Thủy cung COEX

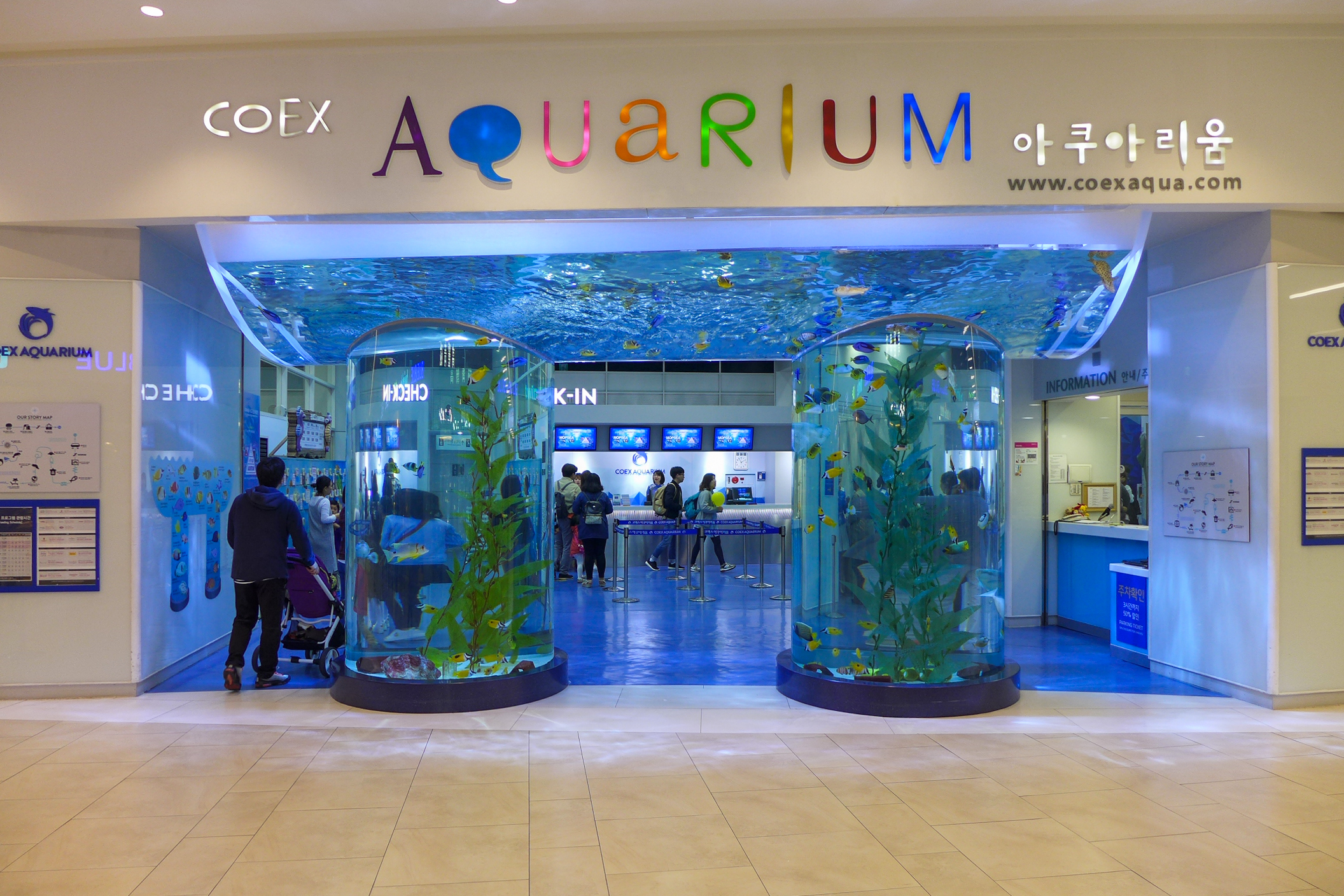
Thủy cung COEX

Thủy cung COEX (Tiếng Anh: COEX Aqurium, Tiếng Hàn: 코엑스 아쿠아리움) là thủy cung công viên chủ đề biển nằm ở COEX, 513 Yeongdong-daero, Gangnam-gu, Seoul, Hàn Quốc. Nó được điều hành và quản lý bởi Seoul Ocean Aquarium Co., Ltd. Đây là thủy cung lớn nhất ở Hàn Quốc và là nơi sinh sống của 110 con cá mập thuộc 17 loài. Ngoài cá mập, còn có cá nước mặn và nước ngọt, và các loài động vật có vú sống ở biển như lợn biển quý hiếm và có nguy cơ tuyệt chủng, hải cẩu đốm và chim cánh cụt Humboldt. Hiện tại, các cuộc triển lãm đang được tổ chức tập trung vào các khu vực theo chủ đề khác nhau như Rainbow Lounge, Urituri Fish, Korean Garden, Amazonia World, Mangrove và Beach. Giờ xem là từ 10:00 sáng đến 7:00 tối và được phép vào cửa cho đến 6:00 chiều.

## Quy mô
Thủy cung COEX có tổng diện tích 15970m². Có 183 bể triển lãm và 90 bể sinh sản trong thủy cung. Ngoài ra còn có một thủy cung lớn với khối lượng 3500 tấn. Các tiện nghi bổ sung bao gồm cửa hàng quà tặng và quán cà phê.

## Thay đổi[2]
- Tháng 4 năm 1999 Thành lập Công ty COEX Aquarium

- Tháng 9 năm 1999 Bắt đầu xây dựng thủy cung COEX
- Công trình hoàn thành vào tháng 4 năm 2000

- Khai trương ngày 3 tháng 5 năm 2000
- 2001 Hoàn thành phòng triển lãm sinh học nước ngọt
- 2005 Bắt đầu ‘Kids Aquarium’, một bể cá trải nghiệm dành cho trẻ em
- 2006 Bắt đầu triển lãm hội trường sinh thái thân thiện với môi trường 'trang web của chúng tôi, cá của chúng tôi'
- 2008 Bắt đầu 'Sân chơi trí tưởng tượng của chim cánh cụt'
- Bắt đầu triển lãm lợn biển và cá mòi 2009
- Mở cửa trở lại vào năm 2010 sau khi cải tạo phòng triển lãm